# جون رايموندو
جون رايموندو (30 مايو 1989 في الفلبين - ) هو لاعب كرة سلة فلبيني في مركز الهجوم خلفي. لعب مع تي إن تي كاتروبا.

## وصلات خارجية
- جون رايموندو على موقع كرة السلة الأوروبية.كوم (الإنجليزية)
- جون رايموندو على موقع ريلجم (الإنجليزية)
- جون رايموندو على موقع بروبوليرز (الإنجليزية)